# 上橫坑
上橫坑，是臺灣新竹縣關西鎮的一個傳統地域名稱，位於該鎮西南部。相較於今日行政區，其範圍大致為上林里東南大半部。
本地區全境屬於鳳山溪支流上橫坑溪流域範圍。

## 歷史
台灣清治末期至日治初期，上橫坑地區為一街庄，稱為「上橫坑庄」，隸屬於竹北二堡。該庄北邊西段及中段凸出部分西側分別以丘陵地及鳳山溪支流上橫坑溪與坪林庄為界，北邊其餘部分及東北邊與上南片庄為鄰，東南邊及南邊東段與燥坑庄為鄰，南邊西段與鹿藔坑庄、王爺坑庄為界，西邊為下橫坑庄。
1901年（日治明治三十四年）11月，全台廢縣廳改設二十廳，該庄隸屬於新竹廳。1909年（明治四十二年）10月，合併二十廳為十二廳，該庄隸屬不變。1920年（大正九年），廢十二廳改設五州二廳，該庄改制為「上橫坑」大字，隸屬於新竹州中壢郡關西庄，大字下有「南片」、「渡船頭」小字名。1941年，關西庄升格為關西街。
戰後關西街改制為關西鎮，隸屬於新竹縣，大字亦改制為里。1950年桃、竹、苗分治，關西鎮隸屬不變。

## 交通
鄉道竹16-1線（東坑道路）是坪林至東坑的道路，也是上橫坑地區東半部的主要連絡道路，其南側端點位於本地區中部偏東北的東坑。由此向西北出邊界可前往坪林並止於坪林國小前的鄉道竹16線路口。
西坑道路係鄉道竹16-1線於本地區北部邊界處向西南方向分叉而成，是本地區西半部的主要連絡道路。